# Conrad Fristedt
Johan Conrad August Fristedt, född 5 mars 1860 i Bankekinds socken, död 9 september 1940 i Stockholm, var en svensk zoolog.
Conrad Fristedt (eller Konrad Fristedt) var son till kronolänsmannen Frans August Isak Gabriel Fristedt. Efter mogenhetsexamen i Linköping 1879 studerade han vid Uppsala universitet och blev 1882 filosofie kandidat, 1885 filosofie licentiat och 1886 filosofie doktor. Fristedt innehade från 1888 en lärartjänst i Stockholm, från 1891 en lärartjänst i Gävle och var 1892–1905 adjunkt vid Karlstads högre allmänna läroverk och lektor i naturalhistoria och kemi där 1905–1925, 1893–1914 förestod han Karlstads tekniska aftonskola, och tillhörde under flera år Karlstads stadsfullmäktige. Fristedt var särskilt en god kännare av svampdjuren, och i sin doktorsavhandling (1885) behandlade han spongierna vid Sveriges västkust. I zoologiskt syfte företog han flera utrikes resor, bland annat 1889–1891 till Afrika, Ceylon, Sydindien, Australien och Nya Zeeland. Han hemförde betydande vetenskapliga resultat, särskilt beträffande spongierna, och publicerade flera vetenskapliga arbeten om dessa. De spongier som insamlades under Fridtjof Nansens expedition med Fram i Norra Ishavet 1898–1902 erhöll Fristedt uppdraget att undersöka (Fristedt, 1909). Fristedt skrev även Två svenska gossars äfventyr bland människoätare (1893) och Värmlands land- och sötvattenmollusker (1894).